# Татаурово (Забайкальский край)
Татаурово (бур. Татуур) — село в Улётовском районе Забайкальского края России в составе городского поселения «Дровянинское».

## География
Находится в 45 км к северо-востоку от райцентра, села Улёты.

## Климат
Климат характеризуется как резко континентальный с продолжительной холодной малоснежной зимой, тёплым летом и большими перепадами сезонных и суточных температур. Среднегодовая температура воздуха составляет 1,5 — 2 °С. Средняя многолетняя температура самого холодного месяца (января) составляет −24 — −22 °С (абсолютный минимум — −44 °С), температура самого тёплого (июля) — 14 — 16 °С (абсолютный максимум — 38 °С). Среднегодовое количество осадков — 300—500 мм.

## Часовой пояс
Село Татаурово находится в часовой зоне МСК+6. Смещение применяемого времени относительно UTC составляет +9:00.

## История
Официальная дата основания села 1811 год. До 1917 года центр Татауровской волости, включавшей села от Читы до Улёт. В советский период истории работали  колхозы «Красный боец», им. Жданова, совхоз «Татауровский», позже СПК «Восток».

## Население
Постоянное население села составляло в 2002 году 767 человек (99% русские), в 2010  662 человек .

## Инфраструктура
Сельскохозяйственные предприятия «Луч» и «Труд». Имеются средняя школа, детсад, дом культуры, фельдшерско-акушерский пункт.